# The Twist
The Twist  è una famosa canzone twist e novelty di Hank Ballard che, incisa nel l'11 novembre del 1958, fu lanciata nel 1959 dallo stesso autore con i The Midnighters, riscuotendo un discreto successo. L'anno successivo Chubby Checker lanciò la sua versione e raggiunse la vetta della hit parade degli USA e di altre nazioni. Il 21 marzo del 2013 il brano è stato inserito nella lista del National Recording Registry presso la Biblioteca del Congresso.

## La versione di Chubby Checker
The Twist/Toot è un 45 giri del 1960 di Chubby Checker. Il disco arrivò in prima posizione negli USA nel settembre dello stesso anno.

### Classifiche

#### Classifiche di tutti i tempi
| Classifica (1958-2021) | Posizione |
| ---------------------- | --------- |
| Stati Uniti            | 2         |

## Edizioni
- 1959, Hank Ballard and the Midnighters: Teardrops on Your Letter/The Twist
- 1960: Chubby Checker: The Twist/Toot
- 1961: Chubby Checker: The Twist/Twistin' USA